# میگل پریمو د ریورا
میگل پریمو د ریورا ئی اوربانخا (به اسپانیایی: Miguel Primo de Rivera y Orbaneja) دومین مارکیز استلا، ۲۲امین کنت سومبرمونته، ۳۲امین شوالیه کالاتراوا (زاده ۸ ژانویه ۱۸۷۰ - درگذشته ۱۶ مارس ۱۹۳۰) از اشراف و فرماندهان ارتش اسپانیا بود که به عنوان نخست وزیر توسط پادشاه اسپانیا انتخاب شد. حکم‌رانی او هفت سال به طول انجامید.